# 艾肯縣 (南卡羅萊納州)
艾肯县（
英語：）是美国南卡罗来纳州西部的一個郡，西鄰喬治亞州，面積2,798平方公里。根據2020年美國人口普查，共有人口16萬8,808人。縣治艾肯（Aiken）。該縣成立於1871年，縣名紀念第六十一任南卡羅來納州州長威廉·艾肯（William Aiken）。